# Peter Delpeut
Peter Delpeut (1956) is een Nederlandse schrijver en filmmaker.

## Biografie
Peter Delpeut studeerde aan de Nederlandse Filmacademie en was redacteur van het filmtijdschrift Skrien. 
In 1998 opende het Internationaal Filmfestival van Rotterdam met zijn film Felice... Felice... .
In 2007 kreeg hij de Halewijnprijs voor Het vergeten seizoen .In 1993 ontving hij een Gouden Kalf voor zijn film The Forbidden Quest. In 1998 ontving zijn film Felice...Felice... het Gouden Kalf voor beste speelfilm. In 2012 ontving hij een Gouden Kalf voor zijn film Immer Fernweh – Das Künstlerleben der Johanna Kaiser.

## Filmografie
- Emma Zunz (1984)
- Stravers (1986)
- Lyrisch Nitraat (1990)[5]
- The Forbidden Quest (1992)
- E pur si muove (1993)
- Felice... Felice... (1998)[6]
- Diva Dolorosa (1999)
- Schatkamer Rijksmuseum (2000)
- In Loving Memory (2001)
- Go West, Young Man! (2003)
- Dromen van Holland (2004)
- Immer Fernweh (2011)
- One Hand Clapping (2014)
- Voor de dans - Dedicated to Dance (2015)
- Walk the Land (2022)

## Boeken
- Cinéma Perdu. De eerste dertig jaar van de film 1895-1925, Amsterdam (1997)
- Felice... Felice..., Amsterdam (1998)
- Diva Dolorosa. Reis naar het einde van een eeuw, Amsterdam (1999)
- De grote bocht. Kleine filosofie van het fietsen, Amsterdam (2003)
- Het vergeten seizoen, Amsterdam (2007)
- In de woestijn fiets je niet, Amsterdam (2009)
- Pleidooi voor het treuzelen. Over verbeelding en andere genoegens, Amsterdam (2011)
- Kruisverhoor, Amsterdam (2012)
- In het zwart van de spiegel, Amsterdam (2018)
- Het vergeten kwaad. De herinneringen van Jonas Mekas, Amsterdam (2021)
- Jonas Mekas Shiver of Memory, Los Angeles (2022)